# Josef Bím
Josef Bím (ur. 24 stycznia 1901 w Vysoké nad Jizerou, zm. 5 września 1934 tamże) – czechosłowacki żołnierz, skoczek narciarski i kombinator norweski.
W 1924 wziął udział w zimowych igrzyskach, gdzie wraz z reprezentacją zajął 4. miejsce w patrolu wojskowym. Zespół uzyskał czas 4:19,54 s. Wystąpił także w konkursie skoków narciarskich na skoczni normalnej, w których był 26. oraz w kombinacji norweskiej, w której uplasował się na 13. pozycji. Po skokach na skoczni normalnej Bím zajmował 15. lokatę, jednakże w biegu na 18 km był 8. z czasem 1:33:08 s, co pozwoliło mu awansować na 13. pozycję w klasyfikacji końcowej.
W 1925 wziął udział w mistrzostwach świata, gdzie zajął 5. miejsce w kombinacji norweskiej oraz 8. miejsce w konkursie skoków.
W 1928 ponownie wystartował na igrzyskach olimpijskich, na których wziął udział w skokach narciarskich na skoczni normalnej, na których zajął 20. miejsce.